# فايف نايتس آت فريديز 2
فايف نايتس آت فريديز 2 (بالإنجليزية: Five Nights at Freddy's 2)‏ هي لعبة فيديو من نوع رعب البقاء، أنتجه المصمم سكوت كاوثون عام 2014م، وهي الجزء الثاني من سلسلة ألعاب الرعب.

## الشخصيات
ويذرد فريدي
ويذرد بوني
ويذد شيكا
ويذرد فوكسي
ماريونيت/بوبيت
توي فريدي
توي بوني
توي شيكا
مانقل: ومن المفترض ان تكون توي فوكسي
بالون بوي
فريد بير/قولدن فريدي/يلو بير
جيرمي/الحرس الليلي/اللاعب
فون قاي أو رجل الهاتف

### الشخصيات النادرة
اندو سكيليتن 02
شادو فريدي
JSIQNXOSOWEXR/شادو بوني
jj/جايجاي
```
ملاحظة تلك الجملة الغريبة بالإنجليزية اسمه فعلا
```

## القصة
في عام 1987، بدأت شخصية اللاعب، التي تم الكشف عن اسمها في وقت لاحق لتكون جيريمي فيتزجيرالد، العمل كحارس أمن ليلية في تحسين فريدي فازبير بيتزا. كما فعل في المباراة السابقة، وموظف سابق في فريدي فازبير بيتزا كان يترك بعض التسجيلات لارشاد جيريمي على الهاتف في المكتب في بداية كل ليلة لشرح كل من اللعب والأعداء وأجزاء من الدرامية المحيطة بالمطعم. ويوضح أن الرسوم المتحركة «الجديدة» (في ذلك الوقت)، والتي لديها برنامج التعرف على الوجه خاصة لحماية الأطفال من الأذى المحتمل، لم يبرمج مع الوضع الليلي السليم. عندما تسكت الأمور، فإن برامجهم تخبرهم بأنهم في غرفة خاطئة وأنهم يبحثون عن أقرب مصدر للضوضاء للعثور على أشخاص للترفيه، وهو ما يحدث في المكتب.
كما هو الحال في المباراة السابقة، والبرمجيات أنيماترونيكس 'يقول لهم أنه لا ينبغي أن يكون هناك الناس في المطعم بعد ساعات، وذلك عندما يواجهون جيريمي، ويعتقدون انه هو الهيكل المتحرك متحرك دون زي. الرجل على الهاتف يفسر أن هذا المطعم لديه مصدر الطاقة غير محدود في الليل، على عكس الموقع السابق، ولكن لا توجد أبواب منع الوصول إلى المكتب كالتي في الجزء الأول، مما يتطلب من لاعب لاستخدام قناع فريدي فازبير احتياطي لخداع معظم الرسوم المتحركة إلى التفكير أنه ليس الهيكل الداخلي. وقال انه يعطي نصائح إضافية لمساعدة اللاعب البقاء على قيد الحياة. والرجل على الهاتف بإعلام جيريمي من وجود الشخصيات، وأنماط حركتهم، وبعض المعلومات الأساسية عن وجودهم في اللعبة. على سبيل المثال، الرجل على الهاتف يفسر أن الرسوم المتحركة القديمة هي في المطعم الجديد، وتمت إعادة تجهيزها مع التكنولوجيا الجديدة، ولكن لأنها لا تعمل بشكل صحيح يتم الاحتفاظ بها لقطع الغيار.
مع تقدم اللعبة، يلمح إلى أن شيئا ما يجري خلال النهار، كما ذكر الرجل على الهاتف أن الشائعات يجري حولها، وفي وقت لاحق، أن تحقيقات الشرطة تجري بشأن المطعم. وقد ألمح إلى ألعاب صغيرة على غرار أتاري أن المطعم كان لديه الماضي المضطرب، حيث كان على ما يبدو موقع قتل جماعي قتل فيه خمسة أطفال من قبل شخص يصور كرجل أرجواني اللون. في الليلة الخامسة اللعبة، يتم إبلاغ جيريمي من قبل الرجل على الهاتف أن المطعم قد وضعت على قفل أسفل بسبب حدث أنه لن تصف ولكن الذي هو في مكان للتأكد من عدم وجود موظفين، الحاضر أو السابق، ويمكن تأتي في أو الخروج. ويذكر الرجل أيضا أن موقف الأمن يوم التحول في المطعم لديه شغور وجيريمي يمكن ترقيته إلى ذلك، وأنه سيتم الاتصال صاحب المطعم القديم المسمى «فريدبير الأسرة العشاء/fredbear family diner» لمزيد من المعلومات عن الرسوم المتحركة. في الليلة السادسة، أبلغ الرجل على الهاتف جيريمي أن المطعم قد أغلق لأسباب غير معلنة، على الرغم من الإشارة إلى استخدام «دعوى صفراء احتياطية» وقضية من أنيماترونيكس لا تعمل بشكل صحيح. كما يقول جيريمي أنه سيتولى منصب حارس الأمن ليلا عند إعادة فتح المطعم. إذا نجح جيريمي في البقاء على قيد الحياة في الليلة السادسة، يتم ترقيته إلى نوبة اليوم لتغطية حفلة عيد ميلاد في اليوم التالي للتأكد من أن الرسوم المتحركة لا يسبب أي مشاكل.
في مستوى ليلة مخصصة، يتم استبدال جيريمي شخصية لاعب جديد يدعى فريتز سميث بسبب تعزيز جيريمي له. إذا كان لاعب يدير للفوز في ليلة مخصصة، واكتشاف أطلقت فريتز ل «العبث مع الرسوم المتحركة» و «رائحة»، دعوة إلى رسالة مستوى مخصص اللعبة السابقة. صحيفة تقول في الشاشة الفائزة ليلة السادسة تقول أن المطعم سوف تغلق وسيتم إلغاء أحدث الرسوم المتحركة. ومع ذلك، فإن كبار السن سيتم حفظها عند إعادة فتح المطعم، مشيرا إلى أحداث المباراة الأولى. هناك نظرية أن إلغاء لعبة أنيماترونيكش ولدغة من 87 ترتبط بطريقة أو بأخرى.
ثم مرة أخرى، خمس ليال في فريدي 2 يتم تعيين في أحداث عام 1987. لذلك، كانت الرسوم المتحركة القديمة في التخزين في حين أن الجديدة هي على مشاهدة جيريمي فيتزجيرالد.

## مصدر
1. ↑  جوجل بلاي، 45.1.12-29، جوجل، 6 مارس 2012، QID:Q79576
2. ↑  آب ستور، 10 يوليو 2008، QID:Q368215
3. ↑  Prescott، Shaun (10 نوفمبر 2014). "Five Nights at Freddy's 2 is now available on Steam". PC Gamer. مؤرشف من الأصل في 2019-04-24. اطلع عليه بتاريخ 2015-02-03.

## وصلات خارجية
- فايف نايتس آت فريديز 2 على موقع IMDb (الإنجليزية)
- الموقع الرسمي
- Five Nights at Freddy's 2 on IndieDB